# Quararibea hirta
Quararibea hirta är en malvaväxtart som först beskrevs av José Cuatrecasas, och fick sitt nu gällande namn av José Cuatrecasas. Quararibea hirta ingår i släktet Quararibea och familjen malvaväxter. Inga underarter finns listade i Catalogue of Life.